# 诺切托
诺切托（義大利語：Noceto），是意大利帕尔马省的一个市镇。总面积79平方公里，人口12383人，人口密度156.7人/平方公里（2009年）。ISTAT代码为034025。